# Bendery-3
Bendery-3 (rum. Tighina-3, ros. Бендер III, ukr. Бендери III) – przystanek kolejowy w miejscowości Bendery, w Naddniestrzu (de iure w Mołdawii). Położony jest na linii Bendery – Kiszyniów.

## Historia
Przystanek powstał w 2006 i został zbudowany przez Kolej Mołdawską, w celu obsługi składów odjedżających w stronę Kiszyniowa (jako przystanek początkowy/końcowy). Jego budowa wywołała protesty Naddniestrza, ze względu na jego położenie w strefie bezpieczeństwa, gdzie wszelkie prace budowlane muszą być skonsultowane ze Wspólną Komisją Kontroli.

## Położenie
Przystanek położony jest w obrębie torów stacji Bendery-2, na terenach uważanych za własność Kolei Naddniestrzańskiej i podległych rządowy naddniestrzańskiemu. Mniej niż 30 m na wschód od peronu przebiega granica wsi Varnița, będącej kontrolowaną przez rząd mołdawski, do której Naddniestrze zgłasza pretensje. W pobliżu przystanku linia kolejowa przekracza granicę pomiędzy strefami kontrowanymi przez Mołdawię i Naddniestrze.